# Église Notre-Dame de Jussy
L'église Notre-Dame de Jussy est une église située à Jussy, en France.

## Localisation
L'église est située dans le département français de l'Yonne, sur la commune de Jussy.

## Historique
L'édifice est inscrit au titre des monuments historiques en 2012.